# Jean-Charles Chenu
Jean-Charles Chenu (Metz, 30 de agosto de 1808 – Paris, 12 de novembro de 1879) foi um médico e naturalista francês. Chenu é o autor de uma Enciclopédia de História Natural.

## Biografia
Ele começou seus estudos médicos em Metz, depois em Estrasburgo antes de terminar em Paris em 1825. Chenu então abraça uma carreira militar nos serviços de saúde. Participou assim, em 1829, da conquista da Argélia pela França, como cirurgião dos exércitos. Chenu então obteve seu doutorado em Estrasburgo em 1833. Foi encontrado no sul da França, quando eclodiu uma epidemia de cólera. Ele então cuidou do prefeito de Aude, Gabriel Delessert, e fez amizade com ele. Chenu fez aparecer em1835 um estudo sobre esta doença sob o título de Report on cholera-morbus.
Foi graças a Benjamin Delessert que obteve o posto de subinspetor de águas minerais em Passy. Em seguida, Chenu publicará vários estudos sobre o interesse médico das fontes termais minerais. Delessert também lhe confiou a conservação de sua coleção de história natural, particularmente rica em conchas. Ele publicou de 1842 a 1854 as Ilustrações Concológicas ou Descrição e Figuras de todas as conchas vivas e fósseis conhecidas, classificadas de acordo com o sistema de Lamarck, etc. Este trabalho será seguido por Lições elementares de história natural, incluindo uma visão geral de toda a zoologia e um Tratado de Concologia em 1846.
Em 1845, Chenu foi promovido a médico assistente. Em 1850 ele começou a publicação de uma obra muito importante de história natural intitulada Enciclopédia de História Natural ou Tratado Completo desta ciência de acordo com a obra dos mais eminentes naturalistas. Serão publicados 31 volumes até 1861, volumes nos quais participarão muitos naturalistas de sua época, como Jules Verreaux (1807-1873) para a parte de ornitologia, Eugène Anselme Sébastien Léon Desmarest (1816-1889) ou Hippolyte Lucas (1814 -1899) para a parte sobre entomologia. Eles serão seguidos por Tabelas alfabéticas dos nomes vulgares e científicos de todos os animais descritos e figurados nesta enciclopédia, compilada por Desmarest em nove volumes.
Em 1855, Chenu foi promovido para o médico sênior de 1a. classe e participa da expedição francesa para a Criméia. Em 1859 e 1862, publicou um importante tratado sobre moluscos intitulado Manuel de conchologie et de paléontologie conchyliologée. De 1862 a 1863, ele escreveu os dois volumes de suas Lições elementares sobre a história natural dos pássaros. Ele se aposentou em 1868 com o posto de Médico Principal de Primeira Classe.
Jean-Charles Chenu ainda participará ativamente da criação da Sociedade de Socorro para Feridos Militares e, em seguida, dirigirá as ambulâncias dessa Sociedade durante a Guerra Franco-Prussiana de 1870.

## Suas obras
- Rapport sur le choléra-morbus, (1835)
- Illustrations conchyliologiques ou Description et figures de toutes les coquilles connues vivantes et fossiles, classées suivant le système de Lamarck, etc., (1842 - 1854)
- Leçons élémentaires d'histoire naturelle, comprenant un aperçu sur toute la zoologie et un Traité de conchyliologie, (1846)
- Encyclopédie d'histoire naturelle ou Traité complet de cette science d'après les travaux des naturalistes les plus éminents, (1850 - 1861) accompagné des Tables alphabétiques des noms vulgaires et scientifiques de tous les animaux décrits et figurés dans cette encyclopédie, dressées par Desmarests
- Manuel de conchyliologie et de paléontologie conchyliologée, (1859 - 1862)
- Traité des races humaines, (1860, réédité en 1996 chez Tessier & Ashpool)
- Leçons élémentaires sur l'histoire naturelle des oiseaux, (1862 - 1863)

Seu trabalho estatístico sobre as guerras em que os exércitos franceses participaram manteve-se famoso:
- Rapport au conseil de santé des armées sur les résultats du service médico-chirurgical aux ambulances de Crimée et aux hôpitaux militaires français de Turquie, pendant la campagne d'Orient en 1854-1856-1856, (1865)
- Recrutement de l'armée et population de la France, (1867)
- Statistique médico-chirurgicale de la campagne d'Italie en 1859 et 1860, (2 volumes et un atlas, 1869)
- De la mortalité dans l'armée et des moyens d'économiser la vie humaine, (1870)